# Biemna bihamigera
Biemna bihamigera är en svampdjursart som först beskrevs av Arthur Dendy 1922.  Biemna bihamigera ingår i släktet Biemna och familjen Desmacellidae. Inga underarter finns listade i Catalogue of Life.